# チャン・イェウォン
チャン・イェウォン（ハングル表記：장예원、1990年 - ）は、大韓民国のアナウンサー。SM C&C所属。

## 概要
2012年、SBS公採18期のアナウンサーとして入社し、映画・エンタメ情報番組からスポーツ、ラジオ番組のパーソナリティーなど、ジャンルと分野を問わず、自身の実力をアピールしてアナウンサー界の期待の星となった。
2020年より、SMエンタテインメントの系列会社・SM C&Cに所属している。

## 経歴
- 2012年 - 2020年 SBS 公開採用のアナウンサー
- 2020年9月 - SBS退社[2]。
- 2020年12月 -SM C&Cと専属契約を締結[1]。

## 学歴
- 2010年 淑明女子大学校 メディア学部の学士